# Hamlet
Hamlet — метеорит-хондрит масою 3700 грам.